# 巴齊勒米爾斯 (內布拉斯加州)
巴齊勒米爾斯（英語：Bazile Mills）是位於美國內布拉斯加州諾克斯縣的村。

## 人口
根據2020年美國人口普查的數據，巴齊勒米爾斯的面積為1.27平方千米，皆為陸地。當地共有人口24人，而人口密度為每平方千米19人。